# Monastesia
Monastesia is een monotypisch mosdiertjesgeslacht uit de familie van de Walkeriidae en de orde Ctenostomatida. De wetenschappelijke naam ervan is in 1888 voor het eerst geldig gepubliceerd door Jullien.

## Soort
- Monastesia pertenuis Jullien, 1888